# Ricardo Ribeiro (Sänger)

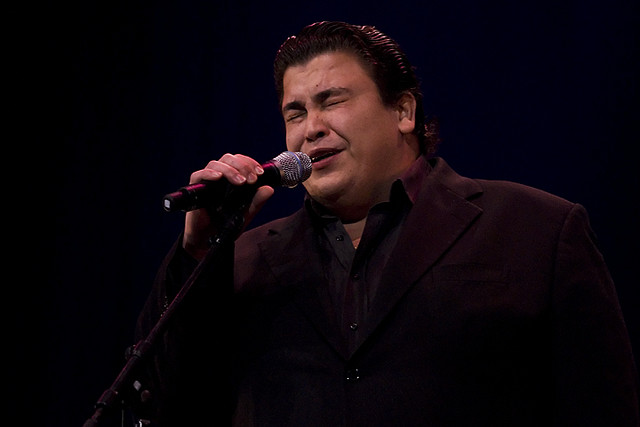
Ricardo Ribeiro (2008)

Ricardo Alexandre Paulo Ribeiro (* 19. August 1981 in Lissabon) ist ein portugiesischer Fado-Sänger.

## Werdegang
Ricardo Ribeiro ist im Ajuda-Viertel von Lissabon aufgewachsen, wo er mit 12 Jahren erstmals in einer Musikschule auftrat. Neben Alfredo Marceneiro war es vor allem Fernando Maurício, dessen Gesang ihn beeindruckte und dessen Protegé er wurde. Mit 15 Jahren sang er regelmäßig mit ihm im Fado-Lokal Os Ferreiras. Danach sang er im NóNó im Bairro Alto, was ihm im Anschluss den Wechsel zu den alteingesessenen Lokalen O Faia und Luso ermöglichte.
War er 1996 im Coliseu dos Recreios bereits Zweiter geworden, so erreichte er 1997 und 1998 den ersten Platz in der seit 1945 jährlich veranstalteten „Grande Noite do Fado de Lisboa“ („Große Nacht des Lissabonner Fado“). Häufig wurde er von dem Gitarristen Adelino dos Santos begleitet.
Seine erste veröffentlichte Aufnahme war sein Beitrag im Jahr 2004 zur Amália-Rodrigues-Tribut-Compilation des Labels World Connection. Im selben Jahr erschien sein Debütalbum. 2005 erhielt er von der Stiftung Amália Rodrigues den Preis für die männliche Neuentdeckung des Jahres. Im selben Jahr sang er neben Celeste Rodrigues, Argentina Santos und Alcindo de Carvalho im Stück „Cabelo Branco é Saudade“ (in etwa: „Weiße Haare stehen für Sehnsucht“). Inszeniert von Ricardo Pais, ging das Stück nach den Aufführungen am Teatro Nacional de São João auf Tournée u. a. nach Paris (Cité de la musique), Madrid (Teatro de la Abadia),  Neapel (Teatro Mercadante), Porto (Casa da Música) und Frankfurt am Main (Oper Frankfurt).
Ribeiro wirkte 2007 bei Carlos Sauras Film Fados mit. Neben Gastauftritten bei vielen anderen portugiesischen Musikern und Projekten z. B. Rão Kyao, war er 2008 der Sänger für das Projekt des libanesischen Musikers Rabih Abou-Khalil, der für ein ganzes Album Kompositionen von sich mit portugiesischen Gedichten ausstatten und von Ribeiro singen ließ. Zusammen mit den Musikern Luciano Biondini, Michel Godard, Jarrod Cagwin und Walter Quintus eingespielt und beim Label Enja (Winckelmann) veröffentlicht, wurde „Rabih Abou-Khalil em português“ von der Kritik gelobt und von der britischen Musikfachzeitschrift Songlines zu einem der 10 besten Alben gewählt. Ribeiro wurde dabei als „… the rising star of Lisbon Fado“ („der aufgehende Stern des Lissabonner Fados“) bezeichnet.
2007 hatte er im Film „Rio Turvo“ von Edgar Pêra einen Gastauftritt mit zwei Liedern und 2009 sang er wieder zwei Stücke in einem Film, diesmal in der prämierten Verfilmung von Agustina Bessa-Luís’ Roman „A Corte do Norte“ durch den Regisseur João Botelho.
Das 2010 erschienene Album „Porta do Coração“ („Tür des Herzens“) stieg nach Erscheinen auf dem 5. Platz der portugiesischen Verkaufscharts ein. 2011 wurde er von der Stiftung Amália Rodrigues mit ihrem Preis für den „Besten Interpreten des Jahres“ ausgezeichnet und gab zwei ausverkaufte Konzerte im Teatro São Luiz.
Sein 2016 erschienenes Album Hoje É Assim, Amanhã Não Sei erreichte ebenfalls den 5. Platz der Charts und wurde zudem mit dem renommierten Schallplattenpreis Prémio Carlos Paredes ausgezeichnet.

## Diskografie
- 2004: Ricardo Ribeiro (CNM)
- 2008: Rabih Abou-Khalil em Português (Enja-Winckelmann)
- 2010: Porta do Coração (EMI Portugal)
- 2013: Largo da Memória
- 2016: Hoje É Assim, Amanhã Não Sei
- 2019: Respeitosa Mente